# ۳۴۰ (قمری)
۳۴۰ (قمری)، سیصد و چهلمین سال در گاهشماری هجری قمری است. اول محرم این سال برابر با چهاردهم ژوئن سال ۹۵۱ میلادی است.